# Гайнц Оллеш
Гайнц Оллеш (нім. Heinz Ollesch, нар. 27 листопада 1966, Розенгайм, Баварія, Німеччина) — колишній німецький стронгмен. Вигравав звання «Найсильнішої людини Німеччини» дванадцять разів, у 1995 та 1997 роках доходив до фіналу змагання за звання Найсильнішої Людини Світу однак переможцем стати не зміг. Також у 1996 році посів друге місце у змаганні «Найсильніша людина Європи».

## Життєпис
Народився 27 листопада 1966 року в містечку Розенгайм, Баварія, Німеччина. Виріс у місті Леген, Ґроскароліненфельд.
У 1984 році почав силові тренування а в 1994 році — виступи у змаганнях зі стронґмену. Того ж 1994 був запрошений до участі у «Найсильнішій людині світу» однак не зміг пройти відбірковий тур. Саме того року він дебютував у змаганні за звання «Найсильнішої людини Німеччини» і переміг. Він продовжував перемагати аж до 2004-го. На наступному змаганні за звання «Найсильнішої людини світу» він дійшов до четвертого місця що стало його найкращим скутком. 1996 рік був знаковим завдяки наступним подіям: шосте місце у змаганні «Найсильніша людина світу» а також друге місце у змаганні «Найсильніша людина Європи». У 2006 році він провів свій останній виступ у змаганні «Найсильніша людина Німеччини».